# Monique Proulx

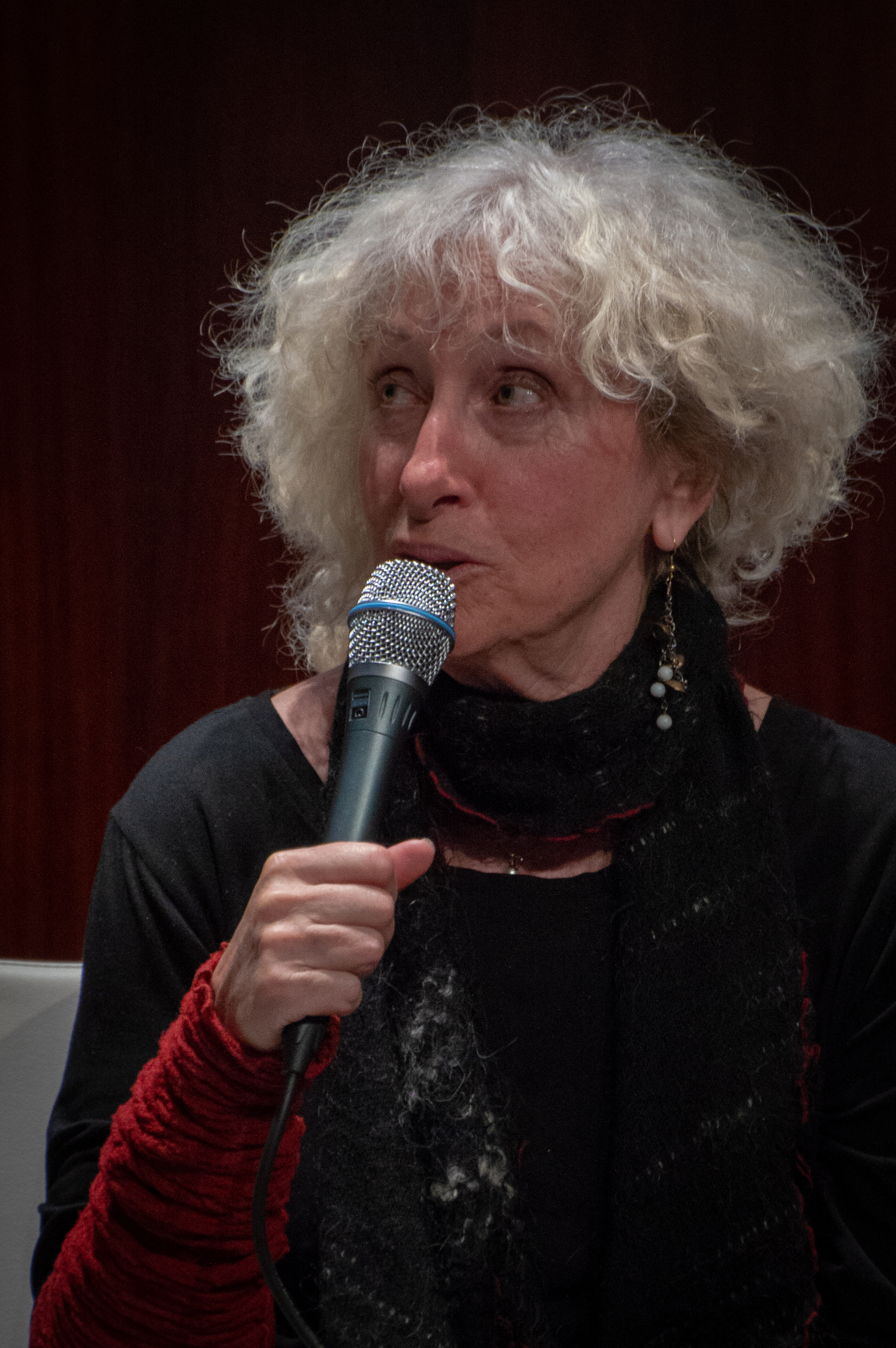
Monique Proulx 2023

Monique Proulx (geboren am 17. Januar 1952 in Québec) ist eine  kanadische Schriftstellerin und Drehbuchautorin.

## Leben und Wirken
Proulx wurde 1952 geboren. Nach ihrem Abschluss in Literatur und Theaterwissenschaft an der Université Laval arbeitete sie am Theater, als Französischlehrerin und als Informationsbeauftragte in der Zentrale der Université du Québec.
Im Sommer 1980 kündigte sie, um sich dem Schreiben ihres ersten Buches Sans coeur et sans reproche zu widmen. 1984 zog sie nach Montréal um.
1993 drehte Paule Baillargeon den Film Das Geschlecht der Sterne nach dem Drehbuch von Monique Proulx, das auf ihrem gleichnamigen Roman basiert.
Im Januar 2023 wurde ihr für ihren 2022 veröffentlichten Roman Enlève la nuit der Prix des cinq continents de la francophonie verliehen.

## Werke

### Romane
- Le Sexe des étoiles, Québec-Amérique, Montreal 1987, ISBN 978-2-7644-0675-5.
  - englische Übersetzung: Sex of the Stars. übersetzt von Matt Cohen, Douglas & McIntyre, Vancouver 1996, ISBN 1-55054-495-0.
- Homme invisible à la fenêtre, Boréal, Montreal 1993, ISBN 978-2-7646-0111-2.
  - englische Übersetzung: Invisible Man at the Window. übersetzt von Matt Cohen, Douglas & McIntyre, Vancouver 1994, ISBN 978-1-55054-171-7.
- Le cœur est un muscle involontaire, Boréal, Montreal 2002
- englische Übersetzung: The Heart is an Unvoluntary Muscle. übersetzt von David Homel und Fred A. Reed, Douglas & McIntyre, Vancouver 2003, ISBN 978-1-55054-991-1.
- Champagne, Boréal, Montreal 2008
  - englische Übersetzung: Wildlives. übersetzt von David Homel und Fred A. Reed, Douglas & McIntyre, Vancouver 2009
- Ce qu'il reste de moi, Boréal, Montreal 2015
- Enlève la nuit, Boréal, Montreal 2022

### Sammlungen von Kurzgeschichten
- Sans cœur et sans reproche, Québec-Amérique, Montreal 1983, (Nachdruck 1993)
- Les Aurores montréales, Boréal, Montreal 1996, ISBN 978-2-89052-874-1.
  - englische Übersetzung: Aurora Montrealis. übersetzt von Matt Cohen, Douglas & McIntyre, Vancouver 2005, ISBN 978-1-55054-258-5.

## Ehrungen
- 1983 – Prix littéraires Radio-Canada
- 1983 – Prix littéraire Adrienne-Choquette für Sans cœur et sans reproche
- 1984 – Prix littéraires du Journal de Montréal
- 1993 – Prix Le Signet d'Or für Homme invisible à la fenêtre
- 1993 – Prix Québec-Paris für Homme invisible à la fenêtre
- 1994 – Prix des libraires du Québec für Homme invisible à la fenêtre
- 1994 – Prix littéraire Desjardins für Homme invisible à la fenêtre
- 2009 – Finalist beim Prix littéraire des collégiens, Champagne[3]
- 2016 – Finalist beim Prix littéraire des collégiens, Ce qu'il reste de moi[4]
- 2022 – Prix des cinq continents de la francophonie für Enlève la nuit[5][6]
- 2023 – Finalist beim Prix littéraire des collégien·ne·s, Enlève la nuit

## Filmographie

### Als Drehbuchautorin
- 1988: Gaspard et Fils, Regie: François Labonté, Drehbuch von  Monique Proulx
- 1993: Das Geschlecht der Sterne (Le Sexe des étoiles), Regie:  Paule Baillargeon, Drehbuch von  Monique Proulx nach ihrem gleichnamigen Roman
- 1998: Le Cœur au poing, Regie: Charles Binamé, Drehbuch von  Charles Binamé und Monique Proulx
- 1999: Le Grand Serpent du monde, Regie: Yves Dion, Drehbuch von Monique Proulx
- 1999: Souvenirs intimes, Regie: Jean Beaudin, Drehbuch von  Monique Proulx nach ihrem Roman  Homme invisible à la fenêtre
- 2006: Délivrez-moi, Regie:  Denis Chouinard, Drehbuch von  Denis Chouinard und Monique Proulx